# 葉選平
葉 選平（よう せんぺい、イェ・シュエンピン、1924年12月20日 - 2019年9月17日）は、中華人民共和国の政治家。中国人民解放軍の元老葉剣英の長男。原籍広東省梅県。

## 経歴
1978年に政界入りし、1980年には父の地盤である広東省副省長に抜擢。広州市党委員会副書記（1983年5月）、市長（同年7月）などを歴任した。1985年から広東省党委副書記、広東省長。1987年11月の第13回党大会で中央委員に選出される。1992年の第14回党大会で再選。
1990年の全国省長会議において葉は上海市党委書記である朱鎔基らとともに、1991年から実施される第8次5ヶ年計画を、「緊縮基調で、税収が中央に集中する内容である」と反発した。1991年4月、第7期全国政治協商会議第4回会議で副主席に棚上げされ、国務院副総理として中央入りした朱鎔基とは明暗が分かれた。
第12期中央候補委員、第13期、第14期中央委員。第8期、第9期全国政治協商会議第一副主席。
2019年9月17日、広州にて94歳で死去。